# Primer ministro de Armenia
El primer ministro de Armenia (en armenio, Հայաստանի վարչապետ Hayastani varch’apet) es el jefe de Gobierno y el ministro de mayor rango dentro del gobierno de Armenia, y la constitución le exige «determinar las principales direcciones de política del gobierno, administrar las actividades del gobierno y coordinar el trabajo de los miembros del Gobierno».
Así mismo, según la Constitución de Armenia, el primer ministro armenio encabeza el Consejo de Seguridad, que prescribe las principales direcciones de la política de defensa del país; por lo tanto, el primer ministro es efectivamente el comandante en jefe de las Fuerzas Armadas de Armenia. Según la nueva constitución de 2015, el primer ministro es la persona más poderosa e influyente en la política armenia. 
El primer ministro es designado por el presidente de Armenia con el voto de la Asamblea Nacional de Armenia. El primer ministro puede ser destituido mediante una moción de censura en la Asamblea Nacional. En el referéndum constitucional celebrado en 2015, los ciudadanos votaron a favor de convertir a Armenia en una república parlamentaria.
Nikol Pashinián es el decimosexto y actual primer ministro de Armenia, asumió el cargo el 8 de mayo de 2018 tras la dimisión de Serzh Sargsián.

## Historia

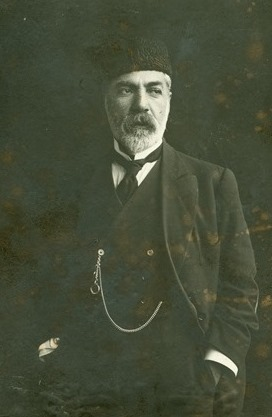
Hovhannes Kajaznuni, primer primer ministro de Armenia (1918-1919).

El cargo de primer ministro se estableció por primera vez en 1918 con la fundación de la Primera República de Armenia y desapareció cuando la Primera República se incorporó a la República Socialista Federativa Soviética de Transcaucasia, una de las repúblicas de la Unión Soviética. Cuando Armenia recuperó su independencia en 1991, el cargo de primer ministro fue restablecido.

## Lista de primeros ministros
| Espectro político |
| ----------------- |
| FRA AZM PANM HHK  |

### República Democrática de Armenia(1918-1920)
| Primer ministro | Primer ministro              | Primer ministro                 | Inicio                  | Fin                     | Partido | Elecciones | Presidente | Presidente                   | Presidente |
| --------------- | ---------------------------- | ------------------------------- | ----------------------- | ----------------------- | ------- | ---------- | ---------- | ---------------------------- | ---------- |
|                 |                              | Hovhannes Kajaznuni (1868-1938) | 6 de junio de 1918      | 28 de mayo de 1919      | FRA     | -          |            | Avetis Aharonián (1917-1918) |            |
|                 | Avetik Sahakyan (1918-1919)  | Hovhannes Kajaznuni (1868-1938) | 6 de junio de 1918      | 28 de mayo de 1919      | FRA     | -          |            |                              |            |
|                 |                              | Alexander Khatisian (1874-1945) | 28 de mayo de 1919      | 5 de mayo de 1920       | FRA     | 1919       |            |                              |            |
|                 | Avetis Aharonián (1919-1920) | Alexander Khatisian (1874-1945) | 28 de mayo de 1919      | 5 de mayo de 1920       | FRA     | 1919       |            |                              |            |
|                 |                              | Hamo Ohanjanyan (1873-1947)     | 5 de mayo de 1920       | 25 de noviembre de 1920 | FRA     | -          |            |                              |            |
|                 | Hovhannes Kajaznuni (1920)   | Hamo Ohanjanyan (1873-1947)     | 5 de mayo de 1920       | 25 de noviembre de 1920 | FRA     | -          |            |                              |            |
|                 |                              | Simon Vratsian (1882-1969)      | 25 de noviembre de 1920 | 2 de diciembre de 1920  | FRA     | -          |            |                              |            |

### República de Armenia(1991-)
| Primer ministro | Primer ministro | Primer ministro                                   | Inicio                   | Fin                     | Partido                       | Elecciones | Presidente                   | Presidente                      | Presidente |
| --------------- | --------------- | ------------------------------------------------- | ------------------------ | ----------------------- | ----------------------------- | ---------- | ---------------------------- | ------------------------------- | ---------- |
|                 |                 | Vazgen Manukián (1946-)                           | 25 de septiembre de 1991 | 22 de noviembre de 1991 | AZM                           | -          |                              | Levon Ter-Petrosián (1991-1998) |            |
|                 |                 | Gagik Harutyunyan (1948-)                         | 22 de noviembre de 1991  | 30 de julio de 1992     | independiente                 | -          |                              | Levon Ter-Petrosián (1991-1998) |            |
|                 |                 | Khosrov Harutyunyan (1948-)                       | 30 de julio de 1992      | 2 de febrero de 1993    | independiente                 | -          |                              | Levon Ter-Petrosián (1991-1998) |            |
|                 |                 | Hrant Bagratyan (1958-)                           | 2 de febrero de 1993     | 4 de noviembre de 1996  | PANM                          | 1995       |                              | Levon Ter-Petrosián (1991-1998) |            |
|                 |                 | Armen Sarkissian (1952-)                          | 4 de noviembre de 1996   | 20 de marzo de 1997     | independiente                 | -          |                              | Levon Ter-Petrosián (1991-1998) |            |
|                 |                 | Robert Kocharián (1954-)                          | 20 de marzo de 1997      | 10 de abril de 1998     | independiente                 | -          |                              | Levon Ter-Petrosián (1991-1998) |            |
|                 |                 | Robert Kocharián (1954-)                          | 20 de marzo de 1997      | 10 de abril de 1998     | independiente                 | -          | Robert Kocharián (1998-2008) |                                 |            |
|                 |                 | Armen Darbinyan (1964-)                           | 10 de abril de 1998      | 11 de junio de 1999     | independiente                 | -          |                              |                                 |            |
|                 |                 | Vazgen Sargsián (1959-1999)                       | 11 de junio de 1999      | 27 de octubre de 1999   | HHK                           | 1999       |                              |                                 |            |
|                 |                 | Aram Sargsián (1962-)                             | 27 de octubre de 1999    | 2 de mayo de 2000       | HHK                           | -          |                              |                                 |            |
|                 |                 | Andranik Markarián (1949-2007)                    | 2 de mayo de 2000        | 25 de marzo de 2007     | HHK                           | 2003       |                              |                                 |            |
|                 |                 | Serzh Sargsián (1954-)                            | 25 de marzo de 2007      | 7 de abril de 2008      | HHK                           | 2007       |                              |                                 |            |
|                 |                 | Tigran Sargsián (1962-)                           | 7 de abril de 2008       | 13 de abril de 2014     | HHK                           | 2012       |                              | Serzh Sargsián (2008-2018)      |            |
|                 |                 | Hovik Abrahamyan (1959-)                          | 13 de abril de 2014      | 8 de septiembre de 2016 | HHK                           | -          |                              | Serzh Sargsián (2008-2018)      |            |
|                 |                 | Karen Karapetyan (1964-)                          | 13 de septiembre de 2016 | 17 de abril de 2018     | HHK                           | 2017       |                              | Serzh Sargsián (2008-2018)      |            |
|                 |                 | Karen Karapetyan (1964-)                          | 13 de septiembre de 2016 | 17 de abril de 2018     | HHK                           | 2017       | Armen Sarkissian (2018-2022) |                                 |            |
|                 |                 | Serzh Sargsián (1954-)                            | 17 de abril de 2018      | 23 de abril de 2018     | HHK                           | -          |                              |                                 |            |
|                 |                 | Karen Karapetyan (1964-) Primer ministro interino | 23 de abril de 2018      | 8 de mayo de 2018       | HHK                           | -          |                              |                                 |            |
|                 |                 | Nikol Pashinián (1975-)                           | 8 de mayo de 2018        |                         | Contrato Civil / Alianza Yelk | -          |                              |                                 |            |

- Datos: Q1123764
- Multimedia: Prime ministers of Armenia / Q1123764